# Simon Guttmann
Wilhelm Simon Guttmann (Vienna, 15 novembre 1891 – Londra, 13 gennaio 1990) è stato un letterato tedesco.

Simon Guttman e Berenice Sydney Cagnoni a Londra, 1964

"Realizzatore di documentari politici, faceva parte di un noto gruppo di intellettuali berlinesi. Fonda l'agenzia Dephot (Deutscher Photodienst) a Berlino nel 1928 in cui prende forma l'idea stessa del reportage fotografico come sequenza coerente di immagini a scopo documentario. Sono con lui in quegli anni Otto Umbehr, Felix Mann e in seguito Robert Capa, di cui viene considerato il maestro e a cui procura i primi incarichi in Spagna."

## Biografia
Wilhelm Simon Guttmann fu un letterato tedesco, autore di testi politici, direttore di agenzie fotografiche e ispiratore di diversi gruppi fotografici.
Fu attivo insieme a Walter Benjamin nel movimento Freidutschen Jugendbewegung. Fu amico dei pittori della società d'arte Die Brücke in particolar modo con Ernst Ludwig Kirchner. S.G. è stato anche il fondatore della rivista letteraria Neue Weltbühne e scrisse egli stesso alcuni interventi in riviste del primo espressionismo.
Guttmann partecipò dal 1909 fino al 1912 al Neuen Club e al relativo Neopathetischen Cabaret della scena espressionista berlinese che fu fondata da Kurt Hiller nel 1909 in un luogo di recitazione nelle vicinanze di Hackeschen Markt. Guttman si occupò di un possibile collegamento tra gli artisti della Brücke e il circolo.
Nel 1912, in collaborazione con David Baumgardt, Erwin Loewenson, Jakob van Hoddis e Robert Jentzsch è editore postumo del lascito del poeta Georg Heym che fu introdotto da lui al Neuen Club nel 1910. Insieme a Franz Jung pubblicò nel 1913, nella rivista di Monaco Revolution, l'appello "Rettet Otto Gross!" e partecipò alla campagna per la sua liberazione.
Durante la prima guerra mondiale emigrò in Svizzera e partecipò al circolo dadaista di Zurigo al Grand Cafè Odeon e insieme a Wieland Herzfelde si impegnò con gli spartachisti. Nel 1920 fondò, insieme ad Alexander Schwab, Karl Schroeder, Jhon Graundez e Franz Jung, il partito comunista dei lavoratori tedeschi. Nel 1923 visse per due settimane presso Ossip e Lija Brink a Mosca, incontrò Majakowski e portò i primi film sovietici a Berlino. Nel 1927 fu co-regista insieme a Curt Oertel di sequenze cinematografiche della prima assoluta (prodotta da Erwin Piscator) del pezzo teatrale di Ernest Tollers Hoppla, wir leben! con Alexander Granach nel ruolo principale. Nel 1928 fondò l'agenzia di notizie Dephot insieme a Alfred Marx in qualità di finanziatore.
Guttmann emigrò nel 1933 in Francia e poi a Londra dove lavorò in proprie agenzie fotografiche per la stampa. Nel 1935, dopo l'emigrazione a Parigi, mandò il suo studente di fotografia, divenuto poi famoso, Endre Friedmann (Robert Capa) in Spagna per un reportage fotografico. All'inizio degli anni '50 Inge Morath superò a Londra, presso di lui, il suo praticantato prima di divenire attiva per l'agenzia fotografica Magnum. Dal 1961al 1969 lavorò con Romano Cagnoni a reportage fotografici, quali la campagna pubblicitaria per il partito Laburista, il Vietnam del nord nel 1965 e i principali periodici e quotidiani inglesi. 